# بخش دونهام (شهرستان واشینگتن، اوهایو)
بخش دونهام (به انگلیسی: Dunham Township) یک منطقهٔ مسکونی در ایالات متحده آمریکا است که در شهرستان واشینگتن، اوهایو واقع شده‌است.
 بخش دونهام ۶۱٫۳ کیلومتر مربع مساحت و ۲٬۵۰۵ نفر جمعیت دارد و ۲۱۲ متر بالاتر از سطح دریا واقع شده‌است.